# Hot Coffee
Hot Coffee ist ein 2011 erschienener Dokumentarfilm der Regisseurin Susan Saladoff. Der Film hatte am 24. Januar 2011 im Rahmen des Sundance Film Festivals Premiere und wurde am 27. Juni 2011 erstmals vom US-amerikanischen Fernsehsender HBO ausgestrahlt. Gegenstand des Films ist das amerikanische tort law (Deliktsrecht), dessen Missbrauch in Form von frivolous claims (ungerechtfertigten Schadensersatzforderungen) sowie die umstrittenen Ansätze zur tort reform.

## Inhalt
Der Filmtitel ist eine Anspielung auf den Prozess Liebeck v. McDonald’s Restaurants von 1994. Die Rentnerin Stella Liebeck aus New Mexico hatte Ansprüche auf Schadensersatz und Schmerzensgeld gegen die Fastfoodkette McDonald’s geltend gemacht, weil sie sich durch verschütteten Kaffee schwere Verbrühungen zugezogen hatte. Die Jury sprach Stella Liebeck 2,7 Millionen US-Dollar Strafschadensersatz zu. Der Fall erregte großes öffentliches Aufsehen, da Stella Liebeck den Kaffee im Auto selbst verschüttet hatte und der von der Jury zugesprochene Schadensersatz in keinem Verhältnis zur Sache zu stehen schien. In der Folge wurde etwa der Stella Award ins Leben gerufen, der Personen „ehrt“, die in unberechtigter oder zumindest kurioser Weise gerichtlichen Schadensersatz forderten und zum Teil auch erhielten.
Der Film stellt insgesamt vier Fälle vor, die mit der in den USA viel diskutierten tort reform in Zusammenhang stehen:
1. Liebeck v. McDonald’s Restaurants: Stella Liebeck ist im Jahr 2004 gestorben, daher äußern sich ihre Angehörigen zu dem Fall. Es sei der Öffentlichkeit etwa nicht bekannt gewesen, wie schwer die erlittenen Verbrennungen dritten Grades gewesen seien, was der Film mit Photographien dokumentiert. Außerdem sei der zunächst von der Jury zugesprochene Schadensersatz in Millionenhöhe vom Richter auf einen Bruchteil in Höhe von 640.000 US-Dollar reduziert worden, wobei sich die Streitparteien in der Berufungsverhandlung auf eine noch geringere Summe einigten. Ferner erkannte McDonald’s den Sachvorwurf (zu heißer Kaffee) an und reduzierte die Haltetemperatur des Kaffees um 10 °F (5,3 °C).
2. Colin Gourley: Der heute 17-jährige Junge leidet aufgrund eines medizinischen Behandlungsfehlers während der Schwangerschaft unter geistigen und körperlichen Behinderungen. Eine Jury hatte aufgrund von Hochrechnungen über die während seines Lebens voraussichtlich anfallenden Behandlungskosten und zusätzlichen Ausgaben einen Schadensersatz zugesprochen. Da die Höhe des Schadensersatzes im US-Bundesstaat Nebraska allerdings gedeckelt ist (damage cap), wurde der Betrag auf ein Viertel reduziert. In der Folge ist der Junge für den Rest seines Lebens auf die staatliche medizinische Grundversorgung angewiesen.
3. Oliver Diaz war von 2000 bis 2008 Richter am Supreme Court of Mississippi. An seinem Fall wird gezeigt, wie Unternehmen in den USA durch finanzielle Unterstützung von Kandidaten für das Richteramt Einfluss zugunsten von Schadensersatzdeckelungen nehmen. So erhielt etwa ein Mitbewerber um das Richteramt Zuwendungen in Millionenhöhe, Diaz wurde in Wahlwerbespots verleumdet und es wurden Verfahren wegen Bestechlichkeit und Steuerhinterziehung angestrengt, in denen er später freigesprochen wurde. Der Fall wurde durch den Autor John Grisham im Roman The Appeal thematisiert.
4. Jamie Leigh Jones v. Halliburton Co. doing business as KBR: Die 19-jährige Jennifer Leigh Jones nahm im Jahr 2005 eine Anstellung beim Halliburton-Unternehmen KBR im Irak an. An ihrem vierten Tag im Irak wurde sie nach ihren Angaben von KBR-Angestellten unter Drogen gesetzt und unter anderem mehrfach vaginal und anal vergewaltigt, wobei sie schwere Verletzungen erlitten habe. Am nächsten Morgen sei sie von KBR-Angestellten in einen Container gesperrt und erst auf Intervention des US-amerikanischen Abgeordneten Ted Poe, der von Jones’ Vater um Hilfe gebeten worden war, freigelassen worden. Weiterhin wirft Jones KBR vor, Beweismittel verschwinden lassen zu haben. Der Film argumentiert, aufgrund einer Klausel in Jones’ Arbeitsvertrag (mandatory arbitration) sei es ihr nicht möglich, vor einem Zivilgericht von KBR Schadensersatz einzuklagen.

## Kernaussagen
Insgesamt weist der Film darauf hin, dass viele Zivilklagen auf Schadensersatz in der Öffentlichkeit als ungerechtfertigt (frivolous) dargestellt werden und dies zum Teil auf mangelnde Information der Öffentlichkeit über den Sachverhalt zurückzuführen ist. Im Falle von Stella Liebeck sei vielen etwa der von der Jury zugesprochene Schadensersatz in Millionenhöhe im Gedächtnis geblieben, obwohl die tatsächlich im Vergleich ausgehandelte Summe viel geringer war und die Rentnerin davon noch die Anwaltskosten begleichen musste. Außerdem hat McDonald’s durch Herabsetzen der Kaffeehaltetemperatur zugegeben, dass die Temperatur zu hoch angesetzt war.
Hinsichtlich der Deckelung von Schadensersatzzahlungen (damage caps) führt der Film am Beispiel von Richter Diaz vor, wie die Unternehmen Einfluss auf eine unternehmensfreundliche Rechtsprechung an den Supreme Courts der Bundesstaaten nehmen, und am Beispiel des behinderten Colin Gourley wird dargestellt, dass eine Deckelung der Vielfalt der möglichen Fälle nicht gerecht wird.
Der Fall von Jamie Leigh Jones schließlich führt die Auswirkungen von in den USA verbreiteten Vertragsklauseln bzgl. mandatory arbitration (verpflichtende Schlichtung) vor Augen. Durch Unterschreiben einer solchen Klausel verzichtet etwa ein Arbeitnehmer auf alle zivilrechtlichen Mittel gegen den Arbeitgeber und stimmt im Falle eines Rechtsstreits der Anrufung eines Schlichtungsgremiums zu, das allerdings vom Arbeitgeber ausgewählt wird (und de facto fast immer zugunsten des Arbeitgebers urteilt). Der Film weist darauf hin, dass eine solche Klausel in den USA weite Verbreitung gefunden hat und sich zum Beispiel bei Kreditkarten- oder Leasingverträgen zum Standard entwickelt, ohne dass die Kunden sich der Bedeutung dieser Klausel bewusst seien.